# 飯島くらら
飯島 くらら（いいじま くらら、1987年10月2日 - ）は、日本の元AV女優。POPSTARグループに所属した。
神奈川県出身。血液型はO型。身長は158cm。

## 略歴
2007年に「星川ルル（ほしかわ るる）」としてAVデビュー。
その後、現在の所属事務所へ移籍し「飯島くらら」に改名。
趣味：じゃがいもの栽培。
2010年11月28日、自身のブログにて同年10月10日に引退したことを発表。(2010年12月現在、11月28日の日記は削除されている)

## 出演作品

### アダルトビデオ

#### 星川ルル 名義
2007年
- 東京素人娘 LIVE 006 むっちりロリフェイスな巨尻GAL ルル （3月30日、KUKI）
- 制服が似合う素敵な娘 18 （6月9日、オーロラプロジェクト）
- 変態投稿 マニアサークルオフ会 （7月2日、グローリークエスト）
- XXXXX! [ファイブエックス] 広島完全素人編 （8月24日、シャイ企画）オムニバス作品

2008年
- 黒辱 留学女子校生の海外輪姦コネクション （1月7日、アタッカーズ）
- 黒辱 黒人中出しレイプ （5月7日、アタッカーズ）

#### 飯島くらら 名義
2007年
- 首都圏 援交 28 (12月1日、プレステージ)
- ビ〜チボ〜ルま〜めいど vol.5 (12月14日、Milky Way)
- 現役トランポリン選手としてみたい (12月14日、アスリート)
- ボクらの秘技伝授 俺だけのテクニック全国版 (12月20日、SODクリエイト)オムニバス作品
- わたしのあしのうら 3 (12月28日、Sole-M)オムニバス作品
- 新人スクールメイツ 白アンスコ レッスン.4 (12月28日、アスリート)

2008年
- 正月の親戚の集まり イトコとエッチなこと出来るのか? (1月5日、SODクリエイト)
- おはズボッ! 待ってッ マジ無理!ありえない!! でも入っちゃったらエロッ娘大集合 (1月11日、アテナ映像)オムニバス作品
- REC 35 (1月11日、プレステージ)
- 人妻秘密交際 (1月17日、JFC)
- ホ別＠5 07 (1月23日、プレステージ）
- 好色ワイフ くらら 20歳 (1月25日、First)
- 痴女エステサロン 桃色フルサービス (1月26日、ラハイナ東海)オムニバス作品
- いじめられっこ くらら (2月1日、グラフィス)
- 「いじめ相談室」で教え子に性暴力!! (2月16日、ラハイナ東海)オムニバス作品
- 会員制ロリータ美術館 (2月21日、V&Rプロダクツ)
- 美脚少女と美巨乳少女のLADY初デビュー! (2月21日、LADY×LADY)
- 暴走!イヌ型アクメマシーン BOWWOW (2月21日、ROCKET)オムニバス作品
- THE PARADISE OF 女子校生黒タイツ 4 (2月22日、HRC)オムニバス作品
- ワイセツ、責められ妻。 (3月8日)
- 露出番外地 (3月12日、プレステージ)
- 渋谷タムロ 女子○生CLUB 01 (3月12日、プレステージ)
- ハーレムファーストフード (3月15日、ジェイモデル)
- 幼妻はチ○ポ中毒 (3月15日、イマージュ)オムニバス作品
- アロマオイルマッサージ猥褻事件 (3月15日、ラハイナ東海)オムニバス作品
- やりたい盛りの女子大生をネチネチ犯す! (3月29日、コージィ)
- 実録・おもらし三昧 (4月1日、AVS)
- 湯けむりナンパ 4 (4月4日、ナチュラルハイ)オムニバス作品
- 家庭教師はガマンできない 29 (4月11日、クリスタル映像)オムニバス作品
- 女教師の欲しがるトロトロ穴 (4月11日、LEO)オムニバス作品
- 行列のできる禁断のレズビアンエステサロン 7 (4月19日、ラハイナ東海)オムニバス作品
- アナルΩアクメ耐久Fuck Vol.3 (5月1日、プレステージ)
- 尻コキ射精天国 2 (5月1日、実録出版)オムニバス作品
- 暮らしに役立つHな実演販売 (5月8日、V&Rプロダクツ)
- 女子校生日記 春 (5月9日、LEO)
- 恥さらし登龍門 DVD手売りで負けたらお前ら女優はお仕置きだ! (5月20日、ホットエンターテイメント)
- アナルレズエステ vol.3 (5月13日、ラハイナ東海)オムニバス作品
- S級単体女優が赤ちゃんになる薬草を撮影現場で使っちゃいました☆ (5月22日、SODクリエイト)
- 女子校生制服騎乗 11 (5月23日、クリスタル映像)オムニバス作品
- えろかわ痴女っ娘 5 (5月23日、クリスタル映像)オムニバス作品
- セレブな美人園児ママはどうすればラブホに連れ込めるのか? Part.6 (5月24日、ラハイナ東海)
- 完全ノーモザイク主義 4 (5月25日、未来・フューチャー)
- お姉さんに内緒のお色気ムンムン大作戦!! (5月31日、ラハイナ東海)オムニバス作品
- 催眠治療の「猥褻行為」全記録ビデオ 4 (6月3日、ラハイナ東海)
- ぎゃるまんナンパ ハメMAX (6月5日、GARCON)オムニバス作品
- M性感 射精直後の亀頭責め 1 (6月5日、ジャネス)オムニバス作品
- 幻惑の快楽エステサロン 3 (6月7日、ラハイナ東海)オムニバス作品
- 小○生いたずらエステ (6月7日、ラハイナ東海)オムニバス作品
- RAZZ-MA-TAZZ 16 (6月10日、ラストラス)オムニバス作品
- 生撮り女子校生 EDIT.08 (6月10日、ラストラス)オムニバス作品
- 競泳水着ローションレズ (6月13日、TMA)オムニバス作品
- 女子校生LEGS (6月20日、HRC)
- 口唇と舌が性器なリップエステシャンと出会えたら… (6月21日、ラハイナ東海)オムニバス作品
- お嬢さまはバックがお好き 3 (6月27日、クリスタル映像)オムニバス作品
- M男大作戦 (6月30日、へりぽビデオ)
- 女子校生 性感オイルマッサージ vol.03 (7月2日、プレステージ)オムニバス作品
- 未成年が働く淫行風俗店 隠し撮り 3 (7月2日、プレステージ)オムニバス作品
- 両手がふさがった女子校生に突然!乳もみ!! (7月4日、アフロフィルム)オムニバス作品
- FREEDOM病棟24時 手淫接吻 (7月5日、フリーダム)
- FREEDOM病棟24時 泌尿器科 (7月5日、フリーダム)
- FREEDOM病棟24時 肛門科 (7月5日、フリーダム)
- 美少女の足裏 Vol.7 (7月5日、フリーダム)オムニバス作品
- フェラコレ2008夏SP (7月12日、隼エージェンシー)
- 女子校生強制中出し 16 (7月12日、隼エージェンシー)オムニバス作品
- 三姉妹連続レイプ 盗撮 (7月12日、ラハイナ東海)
- 強引にイカされた女子校生 放課後オイルエステ盗撮 Vol.2 (7月12日、ラハイナ東海)オムニバス作品
- 淫妄想 (7月17日、アヴァ)
- ハンターに入った新人ADがあまりにもスタイルが良くてあまりにもカワイかったのでAV現場で「AV現場の常識だよ」と偽って恥ずかしい事いっぱいヤラせて最後には騙してFUCKしちゃいました! (7月17日、Hunter)
- 会員制高級ソープ 二輪車限定 むっちりギャル専門店 2 (7月18日、GLAY'z)オムニバス作品
- 催眠術をかけてハメちゃいました (7月19日、ミスター・インパクト)オムニバス作品
- EROSTY CLIP Returns VOL.05 (7月25日、未来・フューチャー)オムニバス作品
- 妹の処女が欲しい (8月5日、ドリームチケット)
- イキまくり変態娘 2 (8月8日、クリスタル映像)オムニバス作品
- 全裸立ち電マ連続アクメ4時間 (8月8日、TMA)オムニバス作品
- こだわりの手コキ 4時間SP 9（8月9日、隼エージェンシー）
- GALレイプ 2 (8月9日、隼エージェンシー)オムニバス作品
- 強制レイプマニアックス 16 (8月15日、VIP)オムニバス作品
- 白限定スケスケ競泳水着遊戯 VOL.01 (8月15日、ジャネス)オムニバス作品
- 露出 (8月19日、ミスター・インパクト)
- 女子校生おっぱいチュッチュ 仮想授乳プレイ倶楽部 (8月19日、OFFICE K'S)オムニバス作品
- あなたに催眠術をかけるDVD (8月21日、SODクリエイト)
- 巨乳ローションエステ (9月4日、Hunter)
- フリーダム・メンズエステ 美脚フットエステサロン 2 (9月5日、フリーダム)
- たっぷりザーメン鬼顔射 (9月5日、ジャネス)オムニバス作品
- 唾液・接吻・手淫エステサロン (9月5日、フリーダム)
- もしもこんな女性にイジメられたら… (9月5日、フリーダム)
- 街のHステーション エ○ーソンへようこそ! (9月13日、カルマ)
- 不正乗車・キセルした女子校生たち (9月13日、カルマ)オムニバス作品
- これが野外シコらせの限界!赤面続出!お千擦り箱くんがイク! 2 (9月18日、Hunter)オムニバス作品
- 猥褻マゾ愛奴 2 (9月24日、アヴァ）
- 名門女子校専属整体 性器破壊失神ドリルアクメ盗撮 (9月27日、ラハイナ東海)オムニバス作品
- 2回連続大量ザーメン激顔射 (10月1日、V (ヴィ))オムニバス作品
- マイクロビキニダンス (10月3日、OFFICE K'S)オムニバス作品
- 美少女の足の裏 8 (10月5日、フリーダム)オムニバス作品
- ヒロイン残酷物語 10 (10月10日、GIGA)
- ピタパン娘5人の失禁する程、本気アクメするお漏らしオナニー (10月11日、ラハイナ東海)オムニバス作品
- フェラコレ2008秋SP（10月11日、隼エージェンシー）他多数出演
- エッチなお姉さんに誘われて 31 (10月17日、ケイ・エム・プロデュース)オムニバス作品
- 中国王朝式 高級回春マッサージ盗撮 其の壱 (10月17日、映天)オムニバス作品
- 女子校生のカタチンこすりつけオナニー (10月17日、OFFICE K'S)オムニバス作品
- ちゅぱれず 鼻アナルくちマ●コ ベロ突っ込みレズ（10月20日、アイリング）
- 極上絶品社員対象 性犯罪に遭わない為の社内超過激(恥)公開防犯対策講習 (10月23日、SODクリエイト)
- 美熟女レズマッサージ痴漢 (10月23日、ナチュラルハイ)
- The Debut (11月1日、BUMPエンターテイメント)
- M男クン夢のおねだりシリーズ ボンテージコスプレ編 (11月5日、未来・フューチャー)
- 仮性包茎の皮をのばしてベロつっこんで!!! VOL.07 (11月5日、ジャネス)オムニバス作品
- 第1回 SOD女子社員 社内一斉抜き打ち びちょ濡れ下半身 高感度調査♥ (11月6日、SODクリエイト)
- 女子校生アナタの指でオナらせて!! (11月7日、OFFICE K'S)オムニバス作品
- 着替中に背後から乳房を襲われる女 6 (11月8日、ラハイナ東海)オムニバス作品
- ヒロインバトル 001 (11月14日、GIGA)
- 接吻汁レズ 6 (11月15日、ジャネス)
- 痴虐レズビアンボンテージ 4 (11月19日、スタイルアート)
- 女子社員のヤレるサインを見逃すな!! (11月20日、SODクリエイト)
- この女性の顔にチ○ポを擦りつけて発射しています。 (11月20日、SODクリエイト)
- kawaii*女学園パラダイス♥美少女14人が学校でセックchu♥4時間 (11月22日、kawaii*)
- S-Cute ex Special (11月22日、S-Cute)オムニバス作品
- ワンランク上の究極W回春エステサロン盗撮 (11月25日、竜宮城)
- 街で声をかけた女の子にセンズリを見てもらう (11月29日、ラハイナ東海)オムニバス作品
- 拘束監禁ドリル地獄 (12月2日、MAD)
- 人間家畜牧場 (12月4日、SODクリエイト)
- 女子アナ内定女子大生の“リモコンバイブでただ今ナマ中継!” (12月4日、V&Rプロダクツ)
- 本当にイッてる指オナニー 4 (12月5日、OFFICE K'S)オムニバス作品
- モザイク一切無し!!丸見え全開!!! ぼくの子宮 くらら (12月5日、グリッターフィルム)
- こだわりの手コキ 4時間SP 10 (12月13日、隼エージェンシー)他多数出演
- ガチンコAV エロい女頂上決戦!! (12月18日、SODクリエイト)
- Hunter企画祭り オール新作撮り下しAV12番勝負!! (12月18日、Hunter)オムニバス作品
- 生中出し女子校生4時間 6 (12月19日、メディアステーション)オムニバス作品
- 完全隠撮!某有名芸能プロダクションの裏稼業 グラドル・SEXYモデルが在籍するマイクロビキニ回春マッサージ店 (12月19日、映天)オムニバス作品
- MODEL CLUB CLASS A ver.30 (12月19日、silvia)オムニバス作品
- 後背位から試してみない? (12月19日、Sex Agent)
- VIVA!制服JKの尻ずり 3 (12月25日、アロマ企画)オムニバス作品
- 突然、オナニーの道具にされちゃった僕…。 (12月25日、アロマ企画)オムニバス作品
- 院内の美人看護婦は本当にヤれる!? (12月25日、竜宮城)オムニバス作品

2009年
- パイずり顔射 (1月10日、ラハイナ東海)オムニバス作品
- ナースコール 第8病棟 担当 くららさん (1月14日、ゼットン)
- フェラチオで連続発射しちゃった僕。 2 (1月16日、OFFICE K'S)オムニバス作品
- ズボズボ指入れオナニー 2 (1月16日、OFFICE K'S)オムニバス作品
- 女の惨すぎる瞬間 麻薬捜査官拷問 女捜査官FILE03 飯島くららの場合 (1月17日、ベイビーエンターテイメント)
- 品行方正大学生 くらら (1月19日、フリー)
- 肉布団ソープランド 極楽浴場 Merit (1月22日、SODクリエイト)
- ラジコン式バイブ付きパンツを履いて原宿表参道に初めてのアクメおつかいにイクッ!! (1月22日、SODクリエイト)オムニバス作品
- 名門女子校生 テニス部 くらら (1月23日、メディアステーション)
- オレの部屋×制服のカノジョ 002 (1月23日、ゴーゴーズ)
- わけもわからず、いきなり、手コかれちゃった僕。High School編 (1月25日、アロマ企画)オムニバス作品
- デカ尻JKのピストン騎乗位 2 (1月25日、アロマ企画)オムニバス作品
- タブーの世界 介添えセックス (1月25日、ながえスタイル)
- 丸の内OLが昼休みに通う性感マッサージ店が存在した!! (1月31日、ラハイナ東海)オムニバス作品
- ゲキ着!素人 くらら(仮名)21才 (2月5日、グラマラスキャンディ)
- DVD手売り勝負!! AV女優達よ、裸でお客を口説き落とせ 4時間 (2月10日、ホットエンターテイメント)
- 女子高生のWちんぽフェラ (2月20日、OFFICE K'S)オムニバス作品
- 舐められ放課後倶楽部 (2月25日、アロマ企画)オムニバス作品
- 私でぬいて 2 熟れ頃お姉さん (2月27日、ケイ・エム・プロデュース)オムニバス作品
- 女囚刑罰アクメ FINAL (3月1日、V (ヴィ))
- 家庭教師は女子大生18連発 (3月6日、クリスタル映像)他17名出演
- LEGS+ オフィスレディ Limited (3月20日、エッチアールシー)
- ハイスクール角オナニー 2 (3月25日、アロマ企画)オムニバス作品
- B.B.ボーイズ番外編 両手で乳首いじりながら首ふりフェラチオ (3月25日、アロマ企画)オムニバス作品
- 中出しレイプ 女子校生 レイプされ中出しされる13人の女子校生 (4月15日 隼エージェンシー)
- コスプレ☆ダンスパーティー VOL.1 (4月17日 映天)
- エロい女のピストンマ●コとイヤラシい腰使い 5 絶頂限界ディルドゥオナニー (5月1日 映天)オムニバス作品
- お仕置き8 (5月1日 中嶋興業)
- 女子校生れず 先輩と私 83 (5月15日、U&K)
- お食事中に顔射して食ザー (5月21日、ROCKET)オムニバス作品
- Lesbian Life 8 (6月12日、U&K）
- 監禁調教 服従する5人の女たち (6月15日 隼エージェンシー)オムニバス作品
- レイプ240　レイプされた14人のギャル (6月15日 隼エージェンシー)
- 45人のおっぱいを揉んで!吸いまくる! (7月19日、ミスター・インパクト)オムニバス作品
- おねだり痴女 チ○コとザーメンをおねだりする5人の女たち (8月15日 隼エージェンシー)オムニバス作品
- フェラコレ 特別編 3時間まるごとWフェラ (8月15日 隼エージェンシー)
- Les Berry vol.2 (8月28日、U&K）
- キモ男小便ぶっかけ浣腸凌辱 (9月1日、V(ヴィ))オムニバス作品
- ガンギマリアナル 5 (9月5日 ナチュラルハイ)
- フェラコレ 女子校生編 (9月15日 隼エージェンシー)
- こだわりの手コキ 4時間SP13 35人のハンドメイド (9月15日 隼エージェンシー)
- 愛しの訪問介護サービス  (10月1日、グローリークエスト）
- 不倫の快楽 若妻団地 (10月13日、FAプロ・プラチナ）
- 尻フェチ騎乗位 (10月23日、映天)他多数出演
- 南アルプス 天然女子高生（10月25日、ビッグモーカル）
- 女サイボーグコップ 無惨の破壊 (11月13日、GIGA)
- 背徳密戯 (11月30日、アヴァ）
- ベロちゅ〜&SEX王国 DEEP KISS&SEX KINGDOM FINAL (12月25日 プラチナ)
- 白衣の痴女 (12月25日 映天)オムニバス作品

2010年
- 業界一のレズたちでド変態の神崎レオナと飯島くららが鍵師となって一人暮らしの女性宅に不法侵入！狙った女は必ずレズレイプ 2 (1月21日 ディープス)
- 熟雌女anthology ＃054 「熟女の口はもっと嘘をつく。」 (2月19日 アウダースジャパン)
- フェラチオ!ザーメン!大好きな女たち (2月25日 隼エージェンシー)オムニバス作品
- 唾液精液愛液まみれ おやじと娘 (4月25日 ながえSTYLE)オムニバス作品
- レズの華が咲く頃。7 新訳・女子校生れずびあん (6月13日、U&K）
- ぼくの子宮 SP モザイク一切無し！！ Vol.14 小坂あむ、桜井りあ、成瀬心美(ここみ)、飯島くらら (2010年7月10日、グリッターフィルムズ)
- ぼくの子宮 くらら モザイク一切無し!！丸見え全開!!! (8月28日、グリッターフィルムズ）